# Gygis microrhyncha
Gygis microrhyncha — вид морських сивкоподібних птахів підродини крячкових (Sterninae) родини мартинових (Laridae). Раніше вважався підвидом крячка білого (Gygis alba). Поширений у Французькій Полінезії та Кірибаті.

## Поширення
Вид поширений на Маркізьких островах (Французька Полінезія) від Еіао до Фату-Хіви, а також на островах Фенікс і Лайн у Кірибаті. Населяє коралові острівці, як правило, з рослинністю. Гнізда будує на деревах, чагарниках і на скелястих схилах або скелях.

## Опис
Птах завдовжки 23 см, розмаху крил від 76 до 80 см, вага від 77 до 122 г. Оперення зазвичай біле без сезонних або статевих змін. Він відрізняється від білої крячки меншим розміром, більш плоскою виїмкою на хвості, більш інтенсивним чорним кільцем навколо очей і білуватими перлинками. Завдяки насиченому темному забарвленню і кільцю очі здаються великими. Крила і хвіст часто здаються мерехтливими під час польоту. Чорний дзьоб іноді має крихітну синю основу. Він загострений, а дистальна частина нижнього дзьоба трохи загнута вгору. Ноги та ступні шиферно-блакитні з жовтуватими або білими перетинками.